# Rouge (gruppe)
Rouge var en brasiliansk gruppe dannet i 2002. Bandet bestod af Aline Wirley, Fantine Thó, arin Hils, Li Martins og Lu Andrade. Gruppen var meget succesrig i Brasilien indtil gruppens opløsning i 2006. Den blev kortvarigt gendannet i 2017, og de udsendte endnu et album i 2019, for derefter at blive opløst.

## Diskografi
- Rouge (2002)
- C'est La Vie (2003)
- Blá Blá Blá (2004)
- Mil e Uma Noites (2005)
- Les 5inq (2019)